# 丸塚町 (浜松市)
丸塚町（まるづかちょう）は静岡県浜松市中央区の町名。丁番を持たない単独町名である。住居表示未実施。

## 地理
浜松市中央区の中東部に位置する。東で原島町（ばらじまちょう）、西で早出町（そうでちょう）、南で上西町、北で上新屋町と接する。

### 学区
小学校・中学校の学区は以下の通りである。
- 浜松市立蒲小学校
- 浜松市立丸塚中学校

## 歴史

### 町名の由来
昔大きな丸い塚があったことから丸塚と呼ばれるようになったと伝えられている。

### 沿革
- 1889年（明治22年）4月1日 - 町村制の施行により、長上郡丸塚村が周辺の村と合併して長上郡蒲村となる[WEB 8]。旧村名は蒲村の大字として残る[書籍 2]。
- 1896年（明治29年）4月1日 - 郡制の施行により、蒲村の所属郡が浜名郡に変更となる。
- 1939年（昭和14年）7月1日 – 蒲村が浜松市に編入される。
- 1940年（昭和15年） - 大字丸塚から丸塚町へ住所表記を変更する[WEB 9]。
- 2007年（平成19年）4月1日 - 浜松市が政令指定都市となる。丸塚町は東区の一部となる。
- 2024年（令和6年）1月1日 - 浜松市の行政区再編により、丸塚町は中央区の一部となる。

## 施設
- 浜松市立丸塚中学校
- 浜松自動車学校（遠鉄グループ）
- ヤタローグループ 本部
- 共立高周波 本社・本社工場
- セブン-イレブン浜松丸塚町店
- ファミリーマート浜松丸塚店

## 交通

### バス
- 遠鉄バス
  - 73笠井線：（浜松駅 方面 - ）丸塚中学 - 丸塚町 - 丸塚橋 - 浜松プラザ北 - 浜松自動車学校（ - 笠井上町（上石田経由） 方面）
  - 74蒲線：（浜松駅 方面 - ）丸塚中学 - 丸塚町（ - 笠井上町 方面）
  - 77蒲線：（浜松駅 方面 - ）丸塚中学 - 丸塚町 - 丸塚橋 - 浜松プラザ北（ - 笠井上町 方面）
  - 78蒲線：（浜松駅 方面 - ）丸塚中学 - 丸塚町 - 丸塚橋 - 浜松プラザ北 - 浜松自動車学校（ - 産業展示館・笠井上町 方面）

### 道路
- 浜松市道小池三島線（船越バイパス）

## その他

### 警察
警察の管轄区域は以下の通りである。
| 番・番地等 | 警察署       | 交番・駐在所 |
| ---------- | ------------ | ------------ |
| 全域       | 浜松東警察署 | 蒲交番       |

### 消防
消防の管轄区域は以下の通りである。
| 番・番地等 | 消防署   | 本署/出張所 |
| ---------- | -------- | ----------- |
| 全域       | 東消防署 | 本署        |

### 書籍
1. ↑  『袖紫ヶ森』浜松市蒲公民館、1997年9月22日、113頁。
2. ↑  『浜松市史 三』浜松市役所、1980年3月26日、176頁。

### WEB
1. ↑  “h02_22.csv”.   総務省 (2022年2月10日). 2024年7月22日閲覧。
2. ↑  “chuouku_menseki.xlsx”.   浜松市 (2024年3月12日). 2024年7月22日閲覧。
3. ↑  “静岡県 浜松市中央区 丸塚町の郵便番号 - 日本郵便”.   日本郵便. 2025年2月15日閲覧。
4. ↑  “市外局番の一覧”.   総務省 (2022年3月1日). 2024年7月22日閲覧。
5. ↑  “事業所案内及び管轄地域（事務所3件、分室3件）”.   一般社団法人静岡県自動車会議所. 2024年7月22日閲覧。
6. ↑  “住居表示実施状況／浜松市”.   浜松市 (2024年1月4日). 2024年7月22日閲覧。
7. ↑  “学校名から探す／浜松市”.   浜松市 (2024年1月1日). 2024年7月22日閲覧。
8. ↑  “historyofcities.pdf”.   静岡県総務部合併推進室・財団法人静岡県市町村振興協会. 2024年9月24日閲覧。
9. ↑  “解説ページ”.   株式会社エア. 2024年10月8日閲覧。
10. ↑  “蒲交番｜静岡県警察”.   静岡県警察 (2024年1月1日). 2024年7月22日閲覧。
11. ↑  “消防署の町別管轄「ま」／浜松市”.   浜松市 (2023年4月3日). 2024年7月22日閲覧。